# Харроу (боро Лондона)
Лондонский боро Харроу (англ. London Borough of Harrow, МФА: hæroʊо файле) — один из 32 лондонских боро, часть исторического графства Мидлсекс. Расположен на северо-западе Большого Лондона. Площадь — 50,47 км². Район поделён на 21 избирательный округ.

## История
Район был образован 1 апреля 1965 года из района Харроу графства Миддлсекс.

## Население
По данным переписи 2011 года население боро Харроу составляет 240 500 человек, из них 20,0 % составили дети (до 15 лет), 63,6 % лица трудоспособного возраста (от 16 до 64 лет) и 16,3 % лица пожилого возраста (от 65 лет и выше).

### Этнический состав
Основные этнические группы, согласно переписи 2007 года:
42,3 % — белые, в том числе 30,9 % — белые британцы, 3,1 % — белые ирландцы, 0,1 — Ирландские путешественники и 8,2 % — другие белые (греки, евреи, итальянцы, поляки);
30,3 % — выходцы из Южной Азии, в том числе 26,4 % — индийцы, 3,3 % — пакистанцы и 0,6 % — бенгальцы;
1,1 % — китайцы;
11,3 % — другие азиаты (ланкийцы, корейцы, афганцы);
8,2 % — чёрные, в том числе 3,6 % — чёрные африканцы, 2,8 % — чёрные карибцы (ямайцы) и 1,8 % — другие чёрные;
1,6 % — арабы;
3,9 % — метисы, в том числе 1,4 % — азиаты, смешавшиеся с белыми, 1,0 % — чёрные карибцы, смешавшиеся с белыми, 0,4 % — чёрные африканцы, смешавшиеся с белыми и 1,1 % — другие метисы;
1,4 % — другие (алжирцы).

### Религия
Статистические данные по религии в боро Харроу на 2011 год:
| Религия      | Харроу % | Лондон % | Англия % |
| ------------ | -------- | -------- | -------- |
| Христианство | 37,3     | 48,4     | 59,4     |
| Индуизм      | 25,3     | 5,0      | 1,5      |
| Ислам        | 12,5     | 12,4     | 5,0      |
| Иудаизм      | 4,4      | 1,8      | 0,5      |
| Сикхизм      | 1,2      | 1,5      | 0,8      |
| Буддизм      | 1,1      | 1,0      | 0,5      |
| Другие       | 2,5      | 0,6      | 0,4      |
| Нет религии  | 9,6      | 20,7     | 24,7     |
| Не указана   | 6,2      | 8,5      | 7,2      |

## Образование
В этом районе находится известная и респектабельная школа Харроу.

## Административно-территориальное деление
| - Бельмонд - Канонс-Парк - Харроу - Харроу-он-де-Хилл - Харроу-Вельд - Хатч-Энд | - Хедстоун - Кентон - Норт-Харроу - Пиннер - Пиннер-Грин - Куинсбери | - Рейнерс-Лейн - Роксет - Саут-Харроу - Станмор (en:Stanmore) - Вельдстон - Уэст-Харроу |

## Родившиеся в Харроу
- Ричард Райт — рок-музыкант из группы Pink Floyd
- Гэвин Харрисон — барабанщик из рок-группы King Crimson
- Билли Айдол — рок-певец и музыкант
- Элтон Джон — поп-певец и музыкант
- Кейт Нэш — певица и автор песен
- Дев Патель — актёр
- Тео Уолкотт — футболист
- Мэт Лукас — комедийный актёр
- Линси Маккензи — модель и порнозвезда
- Роджер Баннистер — спортсмен и врач
- Патрик Мур — астроном
- Гай Батлер — спортсмен, чемпион Олимпийских игр